# Antoni Józef Manastyrski
Antoni Józef Manastyrski (14 de juny de 1803, Ivano-Frankivsk, Polònia - † 17 de desembre de 1869, Roma, Itàlia) fou un sacerdot polonès, rector de la Universitat de Lviv i bisbe de l'arxidiòcesi de Przemyśl.

## Biografia
Va fer els primers estudis a la seva ciutat natal. Va entrar al seminari de Lviv, va estudiar filosofia i teologia a les universitats de Lviv i de Viena i fou ordenat sacerdot el 27 d'agost de 1826. En acabar els estudis fou nomenat notari de la cúria, prefecte i director espiritual del seminari de Lviv, rector de la universitat i de la catedral i vicari de la diòcesi de Lviv, del 1858 al 1860.
El 28 de setembre de 1863 el Papa Pius IX el va nomenar bisbe de la diòcesi de Przemyśl. Fou consagrat el 8 de novembre d'aquell mateix any, a mans de Franciszek Ksawery Wierzchlejski, arquebisbe de Lviv. Durant el seu govern va encarregar-se d'aixecar el nivell moral del clergat, d'organitzar l'assistència social i caritativa, de fundar esglésies i fraternitats i de donar suport al naixement d'instituts religiosos polonesos, com les Germanes de Sant Domènec de Cracòvia, aprovades per ell el 1867. Fou nomenat assistent del tron papal el 1867 i va participar en el Concili Vaticà I. Estant a Roma, durant la celebració del concili, va morir el 17 de desembre del 1869 i fou sepultat a la Basílica de Santa Maria sobre Minerva.